# العلاقات الأندورية الميكرونيسية
العلاقات الأندورية الميكرونيسية هي العلاقات الثنائية التي تجمع بين أندورا وولايات ميكرونيسيا المتحدة.

## مقارنة بين البلدين
هذه مقارنة عامة ومرجعية للدولتين:
| وجه المقارنة                                              | أندورا                                                     | ولايات ميكرونيسيا المتحدة |
| --------------------------------------------------------- | ---------------------------------------------------------- | ------------------------- |
| المساحة (كم2)                                             | 468                                                        | 702                       |
| عدد السكان (نسمة)                                         | 76.18 ألف                                                  | 105.54 ألف                |
| الكثافة السكانية (ن./كم²)                                 | 16.28 ألف                                                  | 15.03 ألف                 |
| العاصمة                                                   | أندورا لا فيلا                                             | باليكير                   |
| اللغة الرسمية                                             | اللغة الكتالونية                                           | لغة إنجليزية              |
| العملة                                                    | يورو                                                       | دولار أمريكي              |
| الناتج المحلي الإجمالي (بليون دولار)                      | 3.01 مليار                                                 | 336.43 مليون              |
| الناتج المحلي الإجمالي (تعادل القوة الشرائية) بليون دولار |                                                            | 365.27 مليون              |
| الناتج المحلي الإجمالي الاسمي للفرد دولار أمريكي          |                                                            | 3.02 ألف                  |
| الناتج المحلي الإجمالي للفرد دولار أمريكي                 |                                                            |                           |
| مؤشر التنمية البشرية                                      | 0.858                                                      | 0.640                     |
| رمز المكالمات الدولي                                      | +376                                                       | +691                      |
| رمز الإنترنت                                              | .ad                                                        | .fm                       |
| المنطقة الزمنية                                           | ت ع م+01:00، توقيت وسط أوروبا، ت ع م+02:00، أوروبا/أندورا ‏ |                           |

## منظمات دولية مشتركة
يشترك البلدان في عضوية مجموعة من المنظمات الدولية، منها:
| علم المنظمة | اسم المنظمة                  | تاريخ انضمام أندورا | تاريخ انضمام ولايات ميكرونيسيا المتحدة |
| ----------- | ---------------------------- | ------------------- | -------------------------------------- |
|             | الاتحاد الدولي للاتصالات     | 12 نوفمبر 1993      | 18 مارس 1993                           |
|             | منظمة حظر الأسلحة الكيميائية | ?                   | ?                                      |
|             | يونسكو                       | 20 أكتوبر 1993      | 19 أكتوبر 1999                         |
|             | الأمم المتحدة                | 28 يوليو 1993       | 17 سبتمبر 1991                         |

## وصلات خارجية
- موقع وزارة الخارجية الأندورية